# 帕科卡瓦山 (拉巴斯省)
18°1′29″S 69°7′5″W / 18.02472°S 69.11806°W
帕科卡瓦山（Phaq'u Q'awa），是玻利維亞的山峰，位於該國西部拉巴斯省的帕卡赫斯省，處於昆圖里里山西北面、拉拉姆卡瓦山東南面，屬於安第斯山脈的一部分，海拔高度5,252米。